# Elio Rama
Elio Rama IMC (ur. 28 października 1953 w Tucunduvie) – brazylijski duchowny rzymskokatolicki, od 2012 biskup Pinheiro.

## Życiorys
Święcenia kapłańskie otrzymał 10 listopada 1984 w zgromadzeniu Misjonarzy Konsolaty. Po święceniach przez kilkanaście lat pracował w Mozambiku, pełniąc funkcje m.in. rektora zakonnego seminarium w Nampuli i przełożonego regionalnego. W 2003 powrócił do kraju i objął funkcję rektora seminarium w São Paulo. W latach 2010–2011 kierował jedną z zakonnych parafii, zaś w kolejnych latach pełnił urząd prowincjała.
17 października 2012 został prekonizowany biskupem Pinheiro. Sakry biskupiej udzielił mu 30 grudnia 2012 kard. Odilo Pedro Scherer.